# Aérodrome de Gamètì/Rae Lakes
L'aérodrome de Gamètì/Rae Lakes (code IATA : YRA • code OACI : CYRA) est situé à Gamètì, dans les Territoires du Nord-Ouest, au Canada. Il dispose d'un petit bâtiment.

## Compagnies aériennes et destinations
| Compagnies | Destinations |
| ---------- | ------------ |
| Air Tindi  | Yellowknife  |